# احسان الیاچیک
رجب احسان الیاجیک (متولد ۲۳ دسامبر ۱۹۶۱) متکلم و نویسنده اسلامی ترکیه‌ای است. او بنیانگذار یک سازمان اسلامی-سوسیالیستی در ترکیه به نام مسلمانان ضدسرمایه‌داری است. وی بیش از ۲۰ عنوان کتاب از جمله ترجمه قرآن، به ترکی تألیف کرده‌است.

## زندگی‌نامه
الیاجیک پس از گذراندن تحصیلات ابتدایی، متوسطه و دبیرستان در مدارس مختلف در قیصریه و قرشهر، بین سال‌های ۱۹۸۵ تا ۱۹۹۰ در دانشکده الهیات دانشگاه ارجیس تحصیل کرد. او بر زبان عربی مسلط است و در استانبول زندگی می‌کند. وی به «تابوشکن» معروف است.
او در جریان اعتراضات پارک گزی در توییتر از عباراتی مانند «دیکتاتور، آزاردهنده، تحریک‌کننده، گستاخ، دروغگو» برای رجب طیب اردوغان استفاده کرد و رجب طیب اردوغان از این بابت از او شکایت کرد و خواستار غرامت ۵۰ هزار لیره‌ای شد.

## نظرات
الیاجیک معتقد است که طبق آیه ۱۳۶ سوره چهارم قرآن برای همه مسلمانان واجب است که هر چیزی را که استفاده نمی‌کنند اهدا کنند. وی در مصاحبه‌ای اظهار داشت که مسئولیت اسلامی افراد فقط رسیدگی به فقرا نیست، بلکه براندازی «نظام شیطانی سرمایه‌داری» است که فکر می‌کند آنها را فقیر می‌کند، «همان‌طور که پیامبران اسلام نظام‌های شیطانی زمان خود را سرنگون کردند.»
وی مدعی شد که بسیاری، از اسلام برای پیشبرد منافع خود استفاده می‌کنند و کشورهایی مانند عربستان سعودی، پاکستان و افغانستان همگی اسلام را با «درکی افراطی» تفسیر می‌کنند.